# Gustaf Sjöberg (filosof)
Gustaf Magnus Sjöberg, född den 26 september 1844 i Visby, död där den 28 juni 1931, var en svensk filosofisk författare och pedagog.
Sjöberg blev 1862 student vid Uppsala universitet, 1869 docent i teoretisk filosofi och 1871 lektor vid Nya elementarskolan i Stockholm. Från sistnämnda befattning tog han avsked 1881 för att helt ägna sig åt det av honom 1875 inrättade läroverket Lyceum för flickor och kvarstod som dess föreståndare till 1903. Sjöberg blev sedan landstingsman på Gotland, i många ordförande i styrelsen för Visby högre flickskola, lekmannaombud vid sex kyrkomöten, det sista 1920. År 1919 blev han jubeldoktor. Sjöberg författade Svensk stilistik (1870; 9:e upplagan 1915), Lärobok i logik (1871; 10:e upplagan 1913), Lärobok i antropologi (1872; 7:e upplagan 1899), alla tre arbetena tillsammans med Gustaf Klingberg, Bidrag till Nya elementarskolans historia (1878 och 1885) med mera, varjämte han utgav Pedagogiska blad, tidskrift för Sveriges elementarläroverk (1875–1877). 